# Masoud Gholami
Masoud Gholami (Persa:مسعود غلامی, Caxã, 2 de abril de 1991) é um voleibolista indoor iraniano que atua na posição de central.

## Carreira
É membro da seleção iraniana. Conquistou seu primeiro título com a seleção iraniana em 2016 pela Copa da Ásia. Representou o seu país nos Jogos Olímpicos de Tóquio, onde ficou na 9ª posição. Em 2020 assinou contrato com o Urmia Municipality VC.